# Културни центар Чачак
Културни центар Чачак је установа културе чији је оснивач Града Чачка. Културни центар Чачак заузима веома важну улогу у животу грађана, јер својим комплексним  и различитим програмским садржајима задовољава већину културних потреба наших суграђана. Културни центар  Чачак основан је 3. децембра 1971. године, као Дом културе Чачак. Одлуком одборника града Чачка од 1. децембра 2022. године, име установе је промењено у Културни центар Чачак. 
Налази се у центру града, у упечатљивом здању од око 4.000m² корисне површине, ауторском делу загребачког архитекте Луја Шверера, из 1970. године. Идеја о изградњи и оснивању данашњег Културног центра Чачак родила се крајем 50-тих године XX века, после укидања Градског народног позоришта у ком су се одржавали многоб ројне градске свечаности, књижевне вечери, предавања, концерти и слично. 
Културни центар данас, кроз своје програме представља и афирмише кроз следеће  програмске целине:
- Драмски програм,[1]
- Музички програм
- Ликовни програм,
- Књижевни програм,
- Културно-образовни програм,
- Филмски и видео програм[2]
- Аматерски програм за децу и младе.

Едукативни садржаји реализују се кроз активности: 
- Балетског студија
- Глумачке радионице
- Глумачког атељеа
- Ликовног студија за децу и одрасле, као  и кроз рад
- издвојеног одељења Основне балетске школе  „Лујо Давичо” Београд.

Издавачку делатност чине часопис за културу и уметност „Градац” чији су суиздавачи Културни центар Чачак и  Уметничко удружење „Градац”. 
Кулурни центар Чачак је организатор значајних манифестација, као што су  Међународног фестивала анимације АНИМАНИМА, Пролећни анале, Ликовна колонија и многе друге. 
Осим креирања и презентације програма, Културни центар Чачак се бави и организацијом семинара, сајмова, комерцијалних презентација и других манифестација, а према својим могућностима, просторно, технички и кадровски помаже и учествује у реализацији културно-уметничких програма других установа културе, основних и средњих школа и удружења која се баве културом.
Као посебан раритет, у холу Културног центра расте највећи фикус (Ficus elastica decora) у Србији, па и на Балкану, одрастао у затвореном простору. Фикус представља заштићени споменик природе. 